# Servente
Un servente es un nodo de una red P2P. Es una contracción que mezcla las palabras servidor y cliente, y a la vez juega con su similitud a sirviente.
La palabra tiene origen en la red Gnutella, una de las pocas redes P2P puras. Otra palabra que definiría sirviente sería par, dado que las redes P2P son redes entre pares.
- Datos: Q1427422